# エドアルド・アマルディ

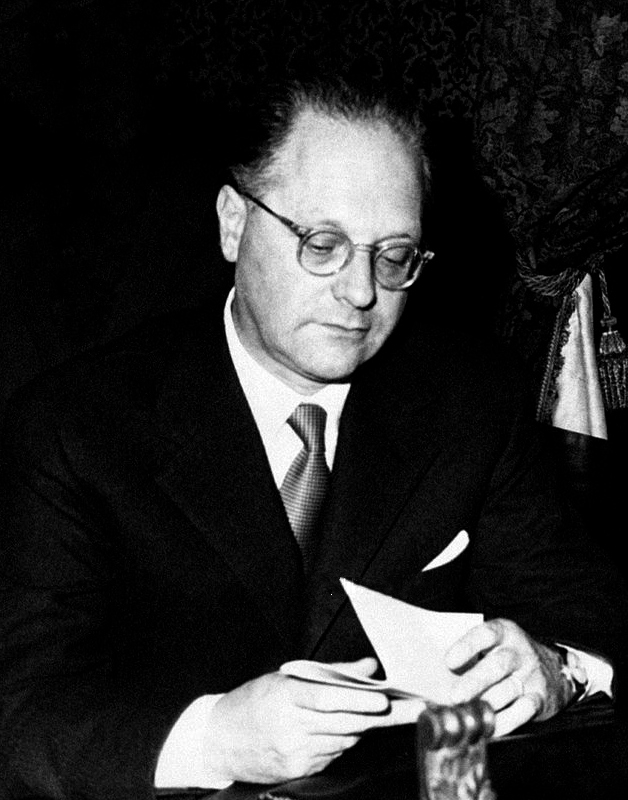
エドアルド・アマルディ（1960年）

エドアルド・アマルディ（Edoardo Amaldi、1908年9月5日 – 1989年12月5日）は、イタリアの物理学者である。アマルディはエンリコ・フェルミとの会話の中で、より重い粒子である「中性子(neutron)」と区別するために「ニュートリノ(neutrino)」という語を造り出した。

## 経歴
アマルディはカルパネート・ピアチェンティーノで、 パドヴァ大学の数学教授ウーゴ・アマルディとルイーザ・バシーニ(Luisa Basini)の息子として生まれた。
アマルディはエンリコ・フェルミに師事し、1938年にフェルミがイタリアを去り米国へ行くまでフェルミの主要な共同研究者であった。1939年にアマルディは王立イタリア軍に徴兵され、1941年に物理学に戻った。

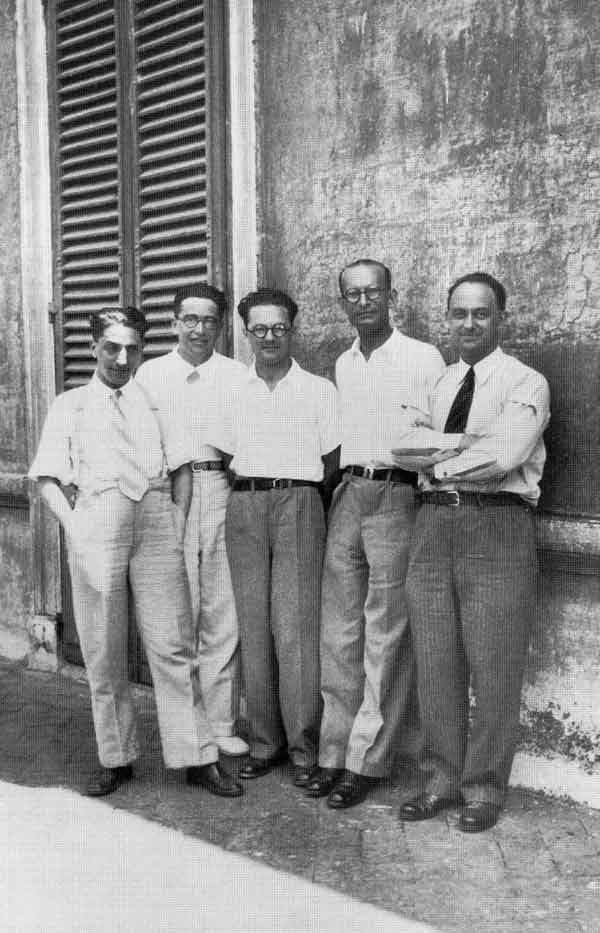
1934年頃のラガッツィ・ディ・ヴィア・パニスペルナ。中央がエドアルド・アマルディ。

第二次世界大戦後、アマルディはローマ・ラ・サピエンツァ大学で「一般物理学」を担当し、フェルミが去った後の物理学部を再建した。イタリア国立核物理学研究所と欧州宇宙研究機構の共同設立者でもあった。欧州原子核研究機構が1954年9月に正式に設立される以前の暫定運営期に総長を務めた。アマルディは欧州における重力波探査のパイオニアであった。
アマルディの主要な科学的成果は、フェルミのグループにおける遅い中性子に関する研究と、エミリオ・セグレらが加速器で反陽子を生成したのとほぼ同時期に反陽子対消滅の証拠をエマルション法によって得たことである。アマルディは原子分光法や原子核物理学から素粒子物理学や重力実験に至るまで約200の科学出版物、そして中等学校や大学向けの教科書を共同執筆した。科学史の本、例えば彼の友人であり謎に満ちた失踪をしたエットーレ・マヨラナの伝記も執筆した。アマルディは1958年にソビエト科学アカデミー、1962年にアメリカ芸術科学アカデミーの外国人名誉会員に選ばれた。1963年にオランダ王立芸術科学アカデミーの外国人会員となった。1968年4月25日に王立協会の外国人会員に選ばれた。
アマルディは1948年から会員であったアッカデーミア・デイ・リンチェイで会長を務め、活発に活動する中、1989年12月5日に急逝した。
欧州宇宙機関の欧州補給機3号機は彼の名前にちなんで名付けられた。